# Храм Троицы Живоначальной (Пристань)
Храм Святой и Живоначальной Троицы (бывший храм Введения в Церковь Пресвятой Богородицы) — старообрядческий православный храм в селе Пристань Артинского городского округа Свердловской области. Относится к Уральской епархии Русской православной старообрядческой церкви. Единственный старообрядческий храм Свердловской области, не закрытый в советское время.

## История
Строительство старообрядческой церкви стало возможным после издания Указа «Об укреплении начал веротерпимости» в 1905 году. Во главе строительства встали братья Трубеевы. Деревянный храм был построен в 1908 году. В том же году он был освящён в честь Введения во храм Пресвятой Богородицы епископом Антонием (Паромовым).
Первым настоятелем храма стал иерей Герасим Глушков, служивший до своей смерти в 1914 году и похороненный в церковной ограде у алтаря. С 1913 года священником в храме был его сын Иоанн, но в 1934 году его арестовывают и отправляют в ссылку. Новым настоятелем стал отец Никифор Заплатин из села Верхний Арий. О. Никифор был арестован в храме в начале 1942 года и осуждён на 10 лет лагерей по 58-й статье. 2 июля 1943 года скончался в исправительно-трудовом лагере в Ирбите. После ареста о. Никифора общину два года возглавляла инокиня Анфиса (Лыбина). С ноября 1944 года в храме служил протоиерей Роман Семенович Топорков. После смерти о. Романа священником был о. Григорий Безматерных, а затем иерей Сергий Соловьёв. С 1975 года настоятелем являлся протоиерей Нестор Максимович Соловьев. После смерти о. Нестора в храме периодически служил о. Геннадий Коробейников. С 1989 года настоятелем является о. Иоанн Устинов.
Храм дважды страдал от пожаров: в 1970-х и в 1981 году. В одном из них огонь повредил антиминс, поэтому из Москвы был прислан новый, но освящённый во имя Святой и Живоначальной Троицы. Так храм сменил посвящение. Старый антиминс не сгорел окончательно и хранится в алтаре.